# Bueacola cornigera
Bueacola cornigera är en insektsart som beskrevs av Sjöstedt 1912. Bueacola cornigera ingår i släktet Bueacola och familjen vårtbitare. Inga underarter finns listade i Catalogue of Life.